# Зеда-Эцери (Зугдидский муниципалитет)
Зеда-Эцери (груз. ზედა ეწერი) — село в Грузии, на территории Зугдидского муниципалитета края (мхаре) Самегрело-Верхняя Сванетия.

## География
Село находится в западной части Грузии, к востоку от реки Ингури, на расстоянии приблизительно 4 километров (по прямой) к северо-северо-востоку от города Зугдиди, административного центра муниципалитета. Абсолютная высота — 204 метра над уровнем моря.

## Население
По результатам официальной переписи населения 2014 года в Зеда-Эцери проживало 1557 человек (748 мужчин и 809 женщин). В национальной структуре населения грузины составляли 99,6 %.
| Год  | Население, человек |
| ---- | ------------------ |
| 2002 | 2591               |
| 2014 | ↘ 1557             |